# Języki latynofaliskie

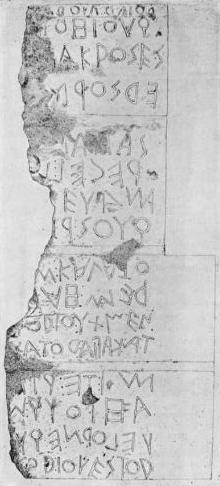
Inskrypcja łacińska zapisana bustrofedonem w archaicznym, nieregularnym alfabecie, powstała około roku 550 p.n.e.

Języki latynofaliskie – podgrupa języków italskich obejmująca dwa blisko spokrewnione języki: łacinę i faliskijski. Najstarsze zapisy w tych językach są znane z krótkich inskrypcji, pochodzących z VII–VI wieku p.n.e. i trudnych do interpretacji.